# Hilarus
Hilarus war ein römischer Goldschmied, der in der Kaiserzeit in Rom tätig war.
Er ist nur durch seine nicht vollständig erhaltene Grabinschrift bekannt, die ihn als Goldschmied (aurifex) bezeichnet. Sie wurde an der Via Cristoforo Colombo, Ecke Via delle Sette Chiese in Rom gefunden. Die Inschrift befindet sich in der Galleria Lapidaria (Inschriftengalerie) der Vatikanischen Museen. Der Text der Inschrift lautet:
D•M
Hilaro, aurifici
collegium quod est
in domo Sergiae L(uci) [f(iliae)]
Paullinae item cọ[ns(ervi)]
ex domo eadem I[---]
vixit ann(os) XXX p(lus) [m(inus)---]
curantibus [---]
Dorcad[e ---]
Auf Grund von prosopographischen Indizien und dem Formular der Inschrift wird sie in die 1. Hälfte des 2. Jahrhunderts datiert. Nach der Inschrift war Hilarus Mitglied des auch aus anderen Inschriften bekannten Kollegiums, das sich im Haus der Sergia Paulina traf.